# Juri Nikolajewitsch Arzutanow
Juri Nikolajewitsch Arzutanow (russisch Юрий Николаевич Арцутанов; * 5. Oktober 1929 in Leningrad; † 1. Januar 2019) war ein sowjetischer und russischer Ingenieur. Er war bekannt als Pionier des Weltraumlifts.
1960 schrieb Arzutanow den Artikel „В Космос — на электровозе“ W Kosmos – na Elektrowose (deutsch: Mit der Elektrolokomotive ins Weltall; Komsomolskaja Prawda, 31. Juli 1960), wo er den Weltraumlift als einen wirtschaftlichen und sicheren Weg zur Erkundung des Orbit vorschlug. Er entwickelte diese Idee auf der Basis der Arbeit von Konstantin Ziolkowski, der bereits 1895 vorgeschlagen hatte, einen Turm ins Weltall zu errichten.